# Brian Howe (acteur)
Pour les articles homonymes, voir Brian Howe.
Brian Howe est un acteur américain. 
Il est connu pour avoir joué dans plusieurs films aux côtés des vedettes telles que : Jim Carrey, Denzel Washington, Kevin Spacey, Will Smith, Leonardo DiCaprio, Tom Hanks, Steve Carell, Clint Eastwood, David Duchovny ou encore Leslie Nielsen.

## Filmographie

### Cinéma
- 2000 : Séquences et Conséquences : Barman
- 2000 : Droit au cœur : Mike
- 2001 : K-Pax : Steve
- 2001 : The Majestic : Carl Leffert
- 2002 : Arrête-moi si tu peux : Earl Amdursky
- 2006 : Déjà vu : Médecin légiste
- 2006 : À la recherche du bonheur : Jay Twistle
- 2007 : Evan tout-puissant : Entrepreneur
- 2008 : Gran Torino : Steve Kowalski
- 2011 : Numéro Quatre : Frank
- 2014 : Annabelle : Pete Higgins
- 2021 : Sweet Girl de Brian Andrew Mendoza

### Télévision
- 1994 - 1999 : New York, police judiciaire : Detective Harry Sorkin / John Mack / Duffy
- 2000 - 2001 : Les Anges du bonheur : Charlie / Jerry Fleming
- 2001 : Preuve à l'appui : Cosgrove
- 2001 : Felicity : Eric Scott
- 2002 : Will et Grace : Ken
- 2002 : Amy : Officier de police
- 2005 : Charmed : Ronny
- 2005 : Les Experts : Miami : Dale Buford
- 2006 : The Unit : Commando d'élite : Special Agent Griffiths
- 2006 : FBI : Portés disparus : Grant Stoker
- 2007 : NCIS : Enquêtes spéciales : Sheriff Tom Barrett
- 2007 : The Shield : Carlos Morganza
- 2007 : Journeyman : Hugh Skillen
- 2008 : Boston Justice : Martin Monrow
- 2008 : Bones : Sheriff Leonard Wilkinson
- 2009 : Numb3rs : Robert Posdner
- 2009 : Les Experts : Harvey Wincroft
- 2009 : Lie to me : Garrett Denning
- 2010 : Cold Case : Affaires classées : Harry Denton '74
- 2010 : Nip/Tuck : Ron Mark
- 2010 : The Mentalist : Arliss St. Germain
- 2010 : Médium : John Claybourne
- 2011 : The Cape : Mick Reese
- 2011 : The Closer : L.A. enquêtes prioritaires : Nick Rhodes
- 2012 : Castle : Aaron Lerner
- 2012 : NCIS : Los Angeles : Jack Caldwell
- 2012 - 2013 : Nikita : Morgan Kendrick
- 2013 : Justified : Arnold
- 2013 : The Client List : Judge Overton
- 2014 : Grey's Anatomy : Robert Fischer
- 2014 : The Newsroom : Barry Lasenthal
- 2015 : The House of Lies : Dante Valerio
- 2015 : Esprits criminels (Criminal Minds)  (saison 10, épisode 23) : Alex Zorgen
- 2015 : Masters of Sex : Sam Duncan
- 2016 : Les Experts : Cyber : Richard Reynolds
- 2016 : Westworld : Sheriff Pickett
- 2016 : Designated Survivor : Harry (Saison 2, épisode 8)
- 2017 - 2020 : Chicago Fire : Nick Porter
- 2018 : Code Black : Richard Fields
- 2018 - 2019 : Superstore : Neil Penderson